# Llista de topònims de Setcases
Llista de topònims (noms propis de lloc) del municipi de Setcases, al Ripollès
Informació actualitzada per un bot. Els canvis manuals es perdran quan s'actualitzi!

## cabana
| imatge | Nom                              | Ubicat a | instància de | Detalls | coordenades                                                         | Protecció | Commons (més fotos) | Dades a WD                    |
| ------ | -------------------------------- | -------- | ------------ | ------- | ------------------------------------------------------------------- | --------- | ------------------- | ----------------------------- |
|        | Cabanya d'en Belluga             | Setcases | cabana       |         | 42° 23′ 17″ N, 2° 18′ 26″ E / 42.3880688666947°N,2.30714224658916°E |           |                     | Modifica les dades a Wikidata |
|        | Cabanya d'en Botei               | Setcases | cabana       |         | 42° 25′ 18″ N, 2° 15′ 18″ E / 42.4217296762659°N,2.25489322814676°E |           |                     | Modifica les dades a Wikidata |
|        | Cabanya d'en Bundanci            | Setcases | cabana       |         | 42° 22′ 55″ N, 2° 17′ 44″ E / 42.3818463721718°N,2.29542755866822°E |           |                     | Modifica les dades a Wikidata |
|        | Cabanya d'en Cabrera             | Setcases | cabana       |         | 42° 23′ 48″ N, 2° 17′ 59″ E / 42.3967059891331°N,2.29979344802081°E |           |                     | Modifica les dades a Wikidata |
|        | Cabanya d'en Fuster              | Setcases | cabana       |         | 42° 22′ 43″ N, 2° 17′ 53″ E / 42.3786380902704°N,2.29801428025852°E |           |                     | Modifica les dades a Wikidata |
|        | Cabanya d'en Llabaig             | Setcases | cabana       |         | 42° 23′ 00″ N, 2° 17′ 49″ E / 42.3834681788154°N,2.29701294012624°E |           |                     | Modifica les dades a Wikidata |
|        | Cabanya d'en Ras                 | Setcases | cabana       |         | 42° 22′ 41″ N, 2° 17′ 49″ E / 42.3779642476582°N,2.29680710730089°E |           |                     | Modifica les dades a Wikidata |
|        | Cabanya d'en Rostoll             | Setcases | cabana       |         | 42° 22′ 54″ N, 2° 17′ 37″ E / 42.3815381322842°N,2.29363317887404°E |           |                     | Modifica les dades a Wikidata |
|        | Cabanya d'en Vidal               | Setcases | cabana       |         | 42° 22′ 50″ N, 2° 18′ 31″ E / 42.3806473292598°N,2.30853575926114°E |           |                     | Modifica les dades a Wikidata |
|        | Cabanya d'en Xecó                | Setcases | cabana       |         | 42° 22′ 43″ N, 2° 18′ 20″ E / 42.3786291851591°N,2.30542399790614°E |           |                     | Modifica les dades a Wikidata |
|        | Cabanya d'en Xola                | Setcases | cabana       |         | 42° 24′ 00″ N, 2° 17′ 03″ E / 42.4000412839141°N,2.28425163356106°E |           |                     | Modifica les dades a Wikidata |
|        | Cabanya de Barretó               | Setcases | cabana       |         | 42° 23′ 48″ N, 2° 17′ 39″ E / 42.3965907435486°N,2.2942177056392°E  |           |                     | Modifica les dades a Wikidata |
|        | Cabanya de Ca l'Avi              | Setcases | cabana       |         | 42° 23′ 58″ N, 2° 17′ 03″ E / 42.3995178365279°N,2.28407531875801°E |           |                     | Modifica les dades a Wikidata |
|        | Cabanya de Socarrats             | Setcases | cabana       |         | 42° 22′ 12″ N, 2° 18′ 11″ E / 42.370041163767°N,2.3029470433574°E   |           |                     | Modifica les dades a Wikidata |
|        | Cabanya de Xoriguera             | Setcases | cabana       |         | 42° 24′ 17″ N, 2° 17′ 01″ E / 42.4047654385285°N,2.28361463976277°E |           |                     | Modifica les dades a Wikidata |
|        | Cabanya de la Devesa del Capellà | Setcases | cabana       |         | 42° 23′ 31″ N, 2° 17′ 48″ E / 42.392067047466°N,2.29671044343738°E  |           |                     | Modifica les dades a Wikidata |
|        | Cabanya del Serrat d'Espany      | Setcases | cabana       |         | 42° 23′ 41″ N, 2° 17′ 50″ E / 42.3946815846015°N,2.29716725119286°E |           |                     | Modifica les dades a Wikidata |
|        | Cabanyes d'en Rufí               | Setcases | cabana       |         | 42° 22′ 11″ N, 2° 17′ 15″ E / 42.3698021122391°N,2.28761921695592°E |           |                     | Modifica les dades a Wikidata |
|        | Casal d'en Boteta                | Setcases | cabana       |         | 42° 24′ 09″ N, 2° 16′ 45″ E / 42.4025495735745°N,2.2792409980986°E  |           |                     | Modifica les dades a Wikidata |
|        | Quadra dels Cavalls              | Setcases | cabana       |         | 42° 25′ 20″ N, 2° 14′ 48″ E / 42.4221715018191°N,2.24670747568972°E |           |                     | Modifica les dades a Wikidata |
|        | barraca dels Francesos           | Setcases | cabana       |         | 42° 25′ 34″ N, 2° 14′ 57″ E / 42.4260775483497°N,2.24906761029769°E |           |                     | Modifica les dades a Wikidata |
|        | cabana d'en Moixina              | Setcases | cabana       |         | 42° 23′ 37″ N, 2° 20′ 10″ E / 42.3935725867724°N,2.33624123482279°E |           |                     | Modifica les dades a Wikidata |
|        | cabana de l'Oliver               | Setcases | cabana       |         | 42° 23′ 05″ N, 2° 18′ 51″ E / 42.384607109628°N,2.31405612192912°E  |           |                     | Modifica les dades a Wikidata |
|        | cabana dels Boscos               | Setcases | cabana       |         | 42° 23′ 11″ N, 2° 19′ 42″ E / 42.386403047175°N,2.3282774851123°E   |           |                     | Modifica les dades a Wikidata |
|        | cabanes d'en Xola                | Setcases | cabana       |         | 42° 23′ 10″ N, 2° 19′ 42″ E / 42.3859971960938°N,2.32827884344391°E |           |                     | Modifica les dades a Wikidata |
|        | cabanes de la Serra              | Setcases | cabana       |         | 42° 22′ 52″ N, 2° 18′ 34″ E / 42.3810039580412°N,2.30943075182933°E |           |                     | Modifica les dades a Wikidata |
|        | el Lladrer                       | Setcases | cabana       |         | 42° 23′ 54″ N, 2° 18′ 08″ E / 42.3983511472197°N,2.30226605437149°E |           |                     | Modifica les dades a Wikidata |

## circ glaciar
| imatge | Nom      | Ubicat a | instància de | Detalls | coordenades                                          | Protecció | Commons (més fotos) | Dades a WD                    |
| ------ | -------- | -------- | ------------ | ------- | ---------------------------------------------------- | --------- | ------------------- | ----------------------------- |
|        | Concròs  | Setcases | circ glaciar |         | 42° 25′ 27″ N, 2° 18′ 40″ E / 42.424119°N,2.311183°E |           | Concròs             | Modifica les dades a Wikidata |
|        | Ulldeter | Setcases | circ glaciar |         | 42° 25′ 37″ N, 2° 15′ 35″ E / 42.426873°N,2.259607°E |           | Ulldeter            | Modifica les dades a Wikidata |

## collada
| imatge | Nom                 | Ubicat a                            | instància de | Detalls | coordenades                                                                        | Protecció | Commons (més fotos)    | Dades a WD                    |
| ------ | ------------------- | ----------------------------------- | ------------ | ------- | ---------------------------------------------------------------------------------- | --------- | ---------------------- | ----------------------------- |
|        | Coll de Pal         | Setcases Prats de Molló i la Presta | collada      |         | 42° 24′ 58″ N, 2° 20′ 05″ E / 42.416046°N,2.334588°E 2318 msnm                     |           | Coll de Pal (Setcases) | Modifica les dades a Wikidata |
|        | Coll de la Marrana  | Queralbs Setcases                   | collada      |         | 42° 25′ 05″ N, 2° 14′ 39″ E / 42.41807222°N,2.24410278°E 2530 msnm                 |           | Coll de la Marrana     | Modifica les dades a Wikidata |
|        | Portella de Callau  | Mentet Setcases                     | collada      |         | 42° 25′ 42″ N, 2° 18′ 45″ E / 42.428386°N,2.312589°E 2380.2 msnm                   |           |                        | Modifica les dades a Wikidata |
|        | Portella de Concrós | Mentet Setcases                     | collada      |         | 42° 25′ 38″ N, 2° 18′ 54″ E / 42.42716388888889°N,2.3151055555555553°E 2416.5 msnm |           |                        | Modifica les dades a Wikidata |
|        | Portella de Mentet  | Setcases Mentet                     | collada      |         | 42° 25′ 58″ N, 2° 16′ 25″ E / 42.432864°N,2.273647°E 2412 msnm                     |           | Portella de Mentet     | Modifica les dades a Wikidata |
|        | Portella de Morens  | Mentet Setcases                     | collada      |         | 42° 25′ 47″ N, 2° 16′ 50″ E / 42.429669°N,2.280558°E 2383.1 msnm                   |           |                        | Modifica les dades a Wikidata |
|        | coll de la Geganta  | Setcases Fontpedrosa                | collada      |         | 42° 25′ 51″ N, 2° 14′ 50″ E / 42.43074°N,2.247298°E 2603 msnm                      |           | Coll de la Geganta     | Modifica les dades a Wikidata |
|        | collada Fonda       | Molló Setcases                      | collada      |         | 42° 23′ 52″ N, 2° 20′ 39″ E / 42.397639°N,2.344214°E 1902 1906 msnm                |           | Collada Fonda          | Modifica les dades a Wikidata |

## entitat singular de població
| imatge | Nom                          | Ubicat a | instància de                                                                   | Detalls | coordenades                                                        | Protecció | Commons (més fotos) | Dades a WD                    |
| ------ | ---------------------------- | -------- | ------------------------------------------------------------------------------ | ------- | ------------------------------------------------------------------ | --------- | ------------------- | ----------------------------- |
|        | Estació d'esquí Vallter 2000 | Setcases | entitat singular de població                                                   | 1 hab   | 42° 25′ 38″ N, 2° 15′ 55″ E / 42.42713642°N,2.2653523°E 2160 msnm  |           |                     | Modifica les dades a Wikidata |
|        | Pastuira i Pla d'Hospitalets | Setcases | entitat singular de població                                                   | 3 hab   | 42° 25′ 14″ N, 2° 16′ 11″ E / 42.42058139°N,2.26979258°E 2003 msnm |           |                     | Modifica les dades a Wikidata |
|        | Setcases                     | Setcases | entitat singular de població ens local històric de Catalunya capital municipal | 188 hab | 42° 22′ 32″ N, 2° 18′ 04″ E / 42.37552143°N,2.30115501°E 1278 msnm |           |                     | Modifica les dades a Wikidata |

## font
| imatge | Nom                     | Ubicat a | instància de | Detalls | coordenades                                                         | Protecció | Commons (més fotos)      | Dades a WD                    |
| ------ | ----------------------- | -------- | ------------ | ------- | ------------------------------------------------------------------- | --------- | ------------------------ | ----------------------------- |
|        | font d'en Pere Cabrer   | Setcases | font         |         | 42° 23′ 13″ N, 2° 18′ 11″ E / 42.3869636266102°N,2.30309679447024°E |           |                          | Modifica les dades a Wikidata |
|        | font de Bacivers        | Setcases | font         |         | 42° 26′ 05″ N, 2° 15′ 35″ E / 42.434612268659°N,2.2596802644824°E   |           |                          | Modifica les dades a Wikidata |
|        | font de Fra Joan        | Setcases | font         |         | 42° 24′ 45″ N, 2° 20′ 28″ E / 42.4124052979331°N,2.34113497727998°E |           |                          | Modifica les dades a Wikidata |
|        | font de Velló           | Setcases | font         |         | 42° 24′ 05″ N, 2° 17′ 43″ E / 42.40151515437°N,2.2953080140237°E    |           |                          | Modifica les dades a Wikidata |
|        | font de l'Orri          | Setcases | font         |         | 42° 23′ 22″ N, 2° 19′ 34″ E / 42.3894781144255°N,2.32599416159138°E |           |                          | Modifica les dades a Wikidata |
|        | font de la Taverna      | Setcases | font         |         | 42° 24′ 04″ N, 2° 19′ 52″ E / 42.4010991207618°N,2.33116774058082°E |           |                          | Modifica les dades a Wikidata |
|        | font de les Serps       | Setcases | font         |         | 42° 24′ 30″ N, 2° 14′ 26″ E / 42.40837012692°N,2.2405448996922°E    |           |                          | Modifica les dades a Wikidata |
|        | font del Lladre         | Setcases | font         |         | 42° 23′ 52″ N, 2° 18′ 25″ E / 42.3976414481489°N,2.30701264430382°E |           |                          | Modifica les dades a Wikidata |
|        | font del Saüc           | Setcases | font         |         | 42° 24′ 49″ N, 2° 16′ 31″ E / 42.413535°N,2.275393°E 1810 msnm      |           | Font del Saüc (Setcases) | Modifica les dades a Wikidata |
|        | font dels Plans de Dalt | Setcases | font         |         | 42° 25′ 43″ N, 2° 15′ 54″ E / 42.4285218095949°N,2.26491486892421°E |           |                          | Modifica les dades a Wikidata |

## masia
| imatge | Nom               | Ubicat a | instància de | Detalls | coordenades                                                         | Protecció | Commons (més fotos) | Dades a WD                    |
| ------ | ----------------- | -------- | ------------ | ------- | ------------------------------------------------------------------- | --------- | ------------------- | ----------------------------- |
|        | Cal Petit         | Setcases | masia        |         | 42° 22′ 13″ N, 2° 17′ 55″ E / 42.3703284098473°N,2.2984833252891°E  |           |                     | Modifica les dades a Wikidata |
|        | Casa d'en Garidà  | Setcases | masia        |         | 42° 24′ 02″ N, 2° 18′ 50″ E / 42.4005918441243°N,2.31390633511932°E |           |                     | Modifica les dades a Wikidata |
|        | Casa d'en Picot   | Setcases | masia        |         | 42° 23′ 28″ N, 2° 17′ 40″ E / 42.3910170970701°N,2.29438949945292°E |           |                     | Modifica les dades a Wikidata |
|        | Casa de Carlat    | Setcases | masia        |         | 42° 23′ 54″ N, 2° 17′ 10″ E / 42.3984130716005°N,2.28599554189544°E |           |                     | Modifica les dades a Wikidata |
|        | Casa del Flare    | Setcases | masia        |         | 42° 24′ 03″ N, 2° 18′ 40″ E / 42.400710635445°N,2.3111133960684°E   |           |                     | Modifica les dades a Wikidata |
|        | Viver de la Plana | Setcases | masia        |         | 42° 23′ 43″ N, 2° 17′ 30″ E / 42.395189002998°N,2.2917338005332°E   |           |                     | Modifica les dades a Wikidata |
|        | la Rodonella      | Setcases | masia        |         | 42° 22′ 51″ N, 2° 19′ 31″ E / 42.3807206865947°N,2.32538329039013°E |           |                     | Modifica les dades a Wikidata |
|        | les Boneres       | Setcases | masia        |         | 42° 23′ 30″ N, 2° 17′ 49″ E / 42.3917167322599°N,2.29686014784504°E |           |                     | Modifica les dades a Wikidata |

## muntanya
| imatge | Nom                  | Ubicat a                                   | instància de | Detalls | coordenades                                                             | Protecció | Commons (més fotos) | Dades a WD                    |
| ------ | -------------------- | ------------------------------------------ | ------------ | ------- | ----------------------------------------------------------------------- | --------- | ------------------- | ----------------------------- |
|        | Cim de la Canal Mala | Vilallonga de Ter Setcases                 | muntanya     |         | 42° 23′ 17″ N, 2° 16′ 01″ E / 42.38813889°N,2.26697972°E 2421.9 msnm    |           |                     | Modifica les dades a Wikidata |
|        | Costabona            | Setcases Prats de Molló i la Presta        | muntanya     |         | 42° 25′ 01″ N, 2° 20′ 38″ E / 42.4168972338°N,2.34391990901°E 2465 msnm |           | Costabona           | Modifica les dades a Wikidata |
|        | Gra de Fajol         | Setcases Queralbs                          | muntanya     |         | 42° 24′ 56″ N, 2° 14′ 52″ E / 42.41548°N,2.247755°E 2714 msnm           |           | Gra de Fajol        | Modifica les dades a Wikidata |
|        | Gra de Fajol Petit   | Setcases                                   | muntanya     |         | 42° 24′ 48″ N, 2° 15′ 35″ E / 42.41324722°N,2.25964444°E 2567 msnm      |           | Gra de Fajol Petit  | Modifica les dades a Wikidata |
|        | Pic de Bastiments    | Setcases Queralbs Fontpedrosa              | muntanya     |         | 42° 25′ 34″ N, 2° 13′ 58″ E / 42.4262224049°N,2.2328618189°E 2881 msnm  |           | Bastiments          | Modifica les dades a Wikidata |
|        | Puig Sistra          | Molló Setcases                             | muntanya     |         | 42° 22′ 50″ N, 2° 20′ 35″ E / 42.3806°N,2.34292°E 1989.8 msnm           |           | Puig Sistra         | Modifica les dades a Wikidata |
|        | Puig de la Llosa     | Setcases Mentet                            | muntanya     |         | 42° 25′ 23″ N, 2° 17′ 47″ E / 42.422984°N,2.296475°E 2504 msnm          |           | Puig de la Llosa    | Modifica les dades a Wikidata |
|        | Puig de les Agudes   | Vilallonga de Ter Setcases Llanars         | muntanya     |         | 42° 21′ 48″ N, 2° 19′ 07″ E / 42.3633808585°N,2.31874391776°E 1976 msnm |           | Puig de les Agudes  | Modifica les dades a Wikidata |
|        | Puig dels Lladres    | Setcases                                   | muntanya     |         | 42° 25′ 23″ N, 2° 15′ 33″ E / 42.4231°N,2.25928°E 2375 msnm             |           | Puig dels Lladres   | Modifica les dades a Wikidata |
|        | Roca Colom           | Setcases Prats de Molló i la Presta Mentet | muntanya     |         | 42° 25′ 31″ N, 2° 19′ 07″ E / 42.425151°N,2.318749°E 2506 msnm          |           | Roca Colom          | Modifica les dades a Wikidata |
|        | Roques d'en Mercer   | Molló Setcases                             | muntanya     |         | 42° 24′ 03″ N, 2° 20′ 37″ E / 42.4007°N,2.34358°E 1954.6 msnm           |           | Roques d'en Mercer  | Modifica les dades a Wikidata |
|        | les Borregues        | Vilallonga de Ter Setcases Queralbs        | muntanya     |         | 42° 23′ 47″ N, 2° 14′ 52″ E / 42.3963220756°N,2.2477214416°E 2693 msnm  |           | Les Borregues       | Modifica les dades a Wikidata |
|        | puig de Pastuira     | Vilallonga de Ter Setcases                 | muntanya     |         | 42° 23′ 14″ N, 2° 16′ 19″ E / 42.387193°N,2.271954°E 2692 msnm          |           | Puig de Pastuira    | Modifica les dades a Wikidata |

## pedrera
| imatge | Nom                 | Ubicat a | instància de | Detalls | coordenades                                                         | Protecció | Commons (més fotos) | Dades a WD                    |
| ------ | ------------------- | -------- | ------------ | ------- | ------------------------------------------------------------------- | --------- | ------------------- | ----------------------------- |
|        | Pedrera d'en Felinc | Setcases | pedrera      |         | 42° 23′ 20″ N, 2° 18′ 12″ E / 42.3889011868796°N,2.30330619031842°E |           |                     | Modifica les dades a Wikidata |
|        | Pedrera d'en Vidal  | Setcases | pedrera      |         | 42° 24′ 08″ N, 2° 18′ 05″ E / 42.4022810151853°N,2.30132330160491°E |           |                     | Modifica les dades a Wikidata |
|        | la Boixedella       | Setcases | pedrera      |         | 42° 23′ 09″ N, 2° 18′ 05″ E / 42.3859715391001°N,2.30138270499843°E |           |                     | Modifica les dades a Wikidata |
|        | la Catllaresa       | Setcases | pedrera      |         | 42° 23′ 10″ N, 2° 18′ 16″ E / 42.3861523970632°N,2.3044663846313°E  |           |                     | Modifica les dades a Wikidata |

## pont
| imatge | Nom                                    | Ubicat a | instància de | Detalls                                                                | coordenades                                                         | Protecció                                  | Commons (més fotos)                    | Dades a WD                    |
| ------ | -------------------------------------- | -------- | ------------ | ---------------------------------------------------------------------- | ------------------------------------------------------------------- | ------------------------------------------ | -------------------------------------- | ----------------------------- |
|        | Pont d'en Xecó                         | Setcases | pont         | Travessa: Ter                                                          | 42° 22′ 32″ N, 2° 18′ 10″ E / 42.3755870748685°N,2.30277318418383°E |                                            |                                        | Modifica les dades a Wikidata |
|        | Pont de Setcases                       | Setcases | pont         | Estil: arquitectura popular Travessa: Ter Estat: enderrocat o destruït | 42° 22′ 21″ N, 2° 18′ 01″ E / 42.372531°N,2.300411°E                | bé integrant del patrimoni cultural català |                                        | Modifica les dades a Wikidata |
|        | Pont de la Farga                       | Setcases | pont         |                                                                        | 42° 23′ 19″ N, 2° 18′ 00″ E / 42.3885294050674°N,2.29993292859521°E |                                            |                                        | Modifica les dades a Wikidata |
|        | Pontet sobre el torrent de Vall-llobre | Setcases | pont         | Estil: arquitectura popular                                            | 42° 22′ 32″ N, 2° 18′ 14″ E / 42.37551°N,2.303834°E                 | bé integrant del patrimoni cultural català | Pontet sobre el torrent de Vall-llobre | Modifica les dades a Wikidata |
|        | Ponts de Setcases                      | Setcases | pont         | Estil: arquitectura popular                                            | 42° 22′ 32″ N, 2° 18′ 14″ E / 42.37551°N,2.303834°E                 |                                            | Ponts de Setcases                      | Modifica les dades a Wikidata |
|        | el Pontatxó                            | Setcases | pont         | Travessa: Ter                                                          | 42° 22′ 21″ N, 2° 18′ 02″ E / 42.3724390622727°N,2.30048817201813°E |                                            |                                        | Modifica les dades a Wikidata |

## refugi de muntanya
| imatge | Nom                       | Ubicat a | instància de       | Detalls                                                                                                 | coordenades                                                                                               | Protecció                                  | Commons (més fotos)       | Dades a WD                    |
| ------ | ------------------------- | -------- | ------------------ | --- | --- | ------------------------------------------ | ------------------------- | ----------------------------- |
|        | refugi Costabona          | Setcases | refugi de muntanya | 1968-10-27                                                                                              | 42° 24′ 39″ N, 2° 20′ 23″ E / 42.410706°N,2.339831°E Costabona 2168 msnm                                  |                                            | Refugi Costabona          | Modifica les dades a Wikidata |
|        | refugi d'Ulldeter         | Setcases | refugi de muntanya | 1959-06-29 Hi passa: GR 11                                                                              | 42° 25′ 11″ N, 2° 15′ 28″ E / 42.41972222°N,2.25777778°E ca:Al pla de la Calma, circ d'Ulldeter 2236 msnm |                                            | Refugi d'Ulldeter         | Modifica les dades a Wikidata |
|        | xalet refugi d'Ull de Ter | Setcases | refugi de muntanya | Arquitecte: Jeroni Martorell i Terrats Estil: arquitectura modernista 1909 Estat: enderrocat o destruït | 42° 25′ 21″ N, 2° 15′ 05″ E / 42.422393°N,2.251363°E 2389 msnm                                            | bé integrant del patrimoni cultural català | Xalet refugi d'Ull de Ter | Modifica les dades a Wikidata |

## serra
| imatge | Nom                 | Ubicat a                   | instància de | Detalls | coordenades                                                      | Protecció | Commons (més fotos)            | Dades a WD                    |
| ------ | ------------------- | -------------------------- | ------------ | ------- | ---------------------------------------------------------------- | --------- | ------------------------------ | ----------------------------- |
|        | Serrat de Ventaiola | Setcases                   | serra        |         | 42° 24′ 32″ N, 2° 18′ 51″ E / 42.4088°N,2.31405°E 2390.8 msnm    |           |                                | Modifica les dades a Wikidata |
|        | serra de la Balmeta | Setcases                   | serra        |         | 42° 24′ 31″ N, 2° 19′ 45″ E / 42.4086°N,2.32915°E 2374 msnm      |           | Serra de la Balmeta (Setcases) | Modifica les dades a Wikidata |
|        | serrat del Dob      | Setcases Vilallonga de Ter | serra        |         | 42° 22′ 20″ N, 2° 16′ 42″ E / 42.3722°N,2.27836667°E 2421.9 msnm |           |                                | Modifica les dades a Wikidata |

## vèrtex geodèsic
| imatge | Nom        | Ubicat a | instància de    | Detalls   | coordenades                                                        | Protecció | Commons (més fotos) | Dades a WD                    |
| ------ | ---------- | -------- | --------------- | --------- | ------------------------------------------------------------------ | --------- | ------------------- | ----------------------------- |
|        | Costabone  | Setcases | vèrtex geodèsic | Alt: 1.2m | 42° 25′ 01″ N, 2° 20′ 38″ E / 42.416893°N,2.343917°E 2464.914 msnm |           |                     | Modifica les dades a Wikidata |
|        | Las Agudas | Setcases | vèrtex geodèsic | Alt: 1.2m | 42° 21′ 46″ N, 2° 19′ 04″ E / 42.362901°N,2.317873°E 1975.6 msnm   |           |                     | Modifica les dades a Wikidata |

## Misc
| imatge | Nom                                           | Ubicat a                                  | instància de               | Detalls                                                 | coordenades                                                                                             | Protecció                                  | Commons (més fotos)                           | Dades a WD                    |
| ------ | --------------------------------------------- | ----------------------------------------- | -------------------------- | ------------------------------------------------------- | --- | ------------------------------------------ | --------------------------------------------- | ----------------------------- |
|        | Balma d'en Tòfol                              | Setcases                                  | abric rocós                |                                                         | 42° 23′ 55″ N, 2° 20′ 07″ E / 42.398556460199°N,2.3353017035556°E                                       |                                            |                                               | Modifica les dades a Wikidata |
|        | Creu d'en Barniquel                           | Setcases                                  | indret                     |                                                         | 42° 24′ 38″ N, 2° 15′ 56″ E / 42.4104693697818°N,2.26561182828267°E                                     |                                            |                                               | Modifica les dades a Wikidata |
|        | Creu de la Baidana                            | Setcases                                  | mirador                    |                                                         | 42° 23′ 29″ N, 2° 18′ 42″ E / 42.3913023041076°N,2.3116748433633°E                                      |                                            |                                               | Modifica les dades a Wikidata |
|        | Grup de cases sobre el torrent de Vall-llobre | Setcases                                  | casa                       | Estil: arquitectura popular                             | 42° 22′ 33″ N, 2° 18′ 12″ E / 42.375746°N,2.303406°E                                                    | bé integrant del patrimoni cultural català | Grup de cases sobre el torrent de Vall-llobre | Modifica les dades a Wikidata |
|        | Sant Miquel de Setcases                       | Setcases                                  | església                   | Estil: gòtic flamíger                                   | 42° 22′ 32″ N, 2° 18′ 04″ E / 42.375674°N,2.301166°E                                                    | bé cultural d'interès local                | Sant Miquel de Setcases                       | Modifica les dades a Wikidata |
|        | Ter                                           | Ripollès Osona Selva Gironès Baix Empordà | curs d'aigua riu principal | Desemboca: mar Mediterrània Llarg: 208km Conca: 3010km² | 42° 25′ 40″ N, 2° 15′ 24″ E / 42.427778°N,2.256667°E 42° 01′ 24″ N, 3° 11′ 31″ E / 42.02347°N,3.19187°E |                                            | Ter River                                     | Modifica les dades a Wikidata |
|        | Vallter 2000                                  | Setcases                                  | estació d'esquí            | Superfície: 7km²                                        | 42° 25′ 24″ N, 2° 15′ 24″ E / 42.4233°N,2.25667°E                                                       |                                            | Vallter 2000                                  | Modifica les dades a Wikidata |
|        | bosc de la Xoriguera                          | Setcases                                  | bosc                       |                                                         | 42° 24′ 19″ N, 2° 16′ 59″ E / 42.405358°N,2.283036°E                                                    |                                            |                                               | Modifica les dades a Wikidata |
|        | casa consistorial de Setcases                 | Setcases                                  | casa consistorial          |                                                         | 42° 22′ 29″ N, 2° 18′ 05″ E / 42.3748013°N,2.3014244°E                                                  |                                            | Ajuntament de Setcases                        | Modifica les dades a Wikidata |
|        | creu d'en Martí                               | Setcases                                  | creu monumental            |                                                         | 42° 24′ 58″ N, 2° 16′ 28″ E / 42.4160827391489°N,2.27451608417585°E                                     |                                            |                                               | Modifica les dades a Wikidata |